# Prix des droits de l'homme des Nations unies
Le prix des droits de l'Homme des Nations unies est décerné par l'Organisation des Nations unies aux personnes ou associations qui ont accompli un travail remarquable pour protéger ou promouvoir les droits de l'homme. Créé le 19 décembre 1966 par la résolution 2217 de l'Assemblée générale, il a été remis pour la première fois le 10 décembre 1968, à l'occasion du vingtième anniversaire de la Déclaration universelle des droits de l'homme, et a été décerné tous les cinq ans depuis lors.
Il est comparé au prix Nobel de la paix mais il ne s'accompagne d'aucun argent.

## Lauréats

### Lauréats en1968
- Manuel Bianchi Gundián (es), chef de la Commission interaméricaine des droits de l'homme
- René Cassin
- Albert Luthuli (posthume)
- Mehranguiz Manoutchehrian (en)
- Piotr Emelyanovitch Nedbaïlo (ru)
- Eleanor Roosevelt (posthume)

### Lauréats en1973
- Taha Hussein (posthume)
- Wilfred Jenks (posthume)
- María Lavalle Urbina (en)
- Abel Muzorewa
- Seewoosagur Ramgoolam (Maurice)
- U Thant, secrétaire général des Nations unies

### Lauréats en 1978
- Ra'ana Liaquat Ali Khan
- Sadruddin Aga Khan
- Martin Luther King (posthume)
- Helen Suzman
- Comité international de la Croix-Rouge
- Amnesty International
- Vicaría de la Solidaridad
- Union nationale des femmes de Tunisie

### Lauréats en1988
- Baba Amte
- John Peters Humphrey
- Adam Łopatka (de)
- Leonidas Proaño
- Nelson Mandela
- Winnie Mandela

### Lauréats en1993
- Hassib Ben Ammar
- Erica-Irene Daes (en)
- James P. Grant, directeur de l'Unicef
- Commission internationale de juristes
- Personnel médical de l'hôpital central de Sarajevo
- Sonia Picado Sotela (es), vice-président de la Cour interaméricaine des droits de l'homme
- Ganesh Man Singh (en)
- Union des femmes soudanaises (en)
- Julio Tumiri Javier

### Lauréats en1998
- Sunila Abeyesekera (en)
- Angelina Atyam (en)
- Jimmy Carter
- José Gregori (pt)
- Anna Šabatová (Charte 77)
- Tous les défenseurs des droits de l'homme

### Lauréats en2003
- Estela Barnes de Carlotto, présidente des grands-mères de la place de mai
- /  /  Mano River Women's Peace Network
- Family Protection Project Management Team
- Deng Pufang
- Schulamit König (de)
- Sérgio Vieira de Mello (posthume)

### Lauréats en2008
- Louise Arbour
- Benazir Bhutto (posthume)
- Ramsey Clark
- Carolyn Gomes (en) (Jamaicans for Justice (en))
- Denis Mukwege
- Dorothy Stang (posthume)

### Lauréats en2013
- Biram Dah Abeid
- Hiljmnijeta Apuk
- Liisa Kauppinen
- Khadija Ryadi
- Cour suprême de justice de la Nation
- Malala Yousafzai

### Lauréats en2018
- Asma Jahangir
- Rebeca Gyumi
- Joênia Wapichana
- Front Line Defenders

### Lauréats en2023
- Viasna
- Julienne Lusenge
- Amman Center for Human Rights Studies (en)
- Julio Pereyra
- Coalition mondiale des organisations de la société civile, des peuples autochtones, des mouvements sociaux et des communautés locales pour « la reconnaissance universelle du droit à un environnement propre, sain et durable »[2]